# 門真市
門真市（日语：／ Kadoma shi */?）是位於日本大阪府大阪市東北側的城市，屬於大阪市周邊的通勤城市。
松下電器總公司登記的地址位於該市，但由於該公司的廠區橫跨門真市與守口市兩市的市界，最初松下電器的總公司辦公室確實也是位於門真市的轄區內，但經過搬遷後，目前實際上松下電器的總公司辦公室是位於守口市；而該公司創辦人松下幸之助其生前的住所也位於總公司的廠區內，正好就緊鄰兩市市界靠門真市的一側，因此其也成為門真市的居民，1964年獲頒為該市的榮譽市民。

## 人口
| 門真市人口分布圖 |                                               |  |
| 門真市與日本全國年齡別人口分布比較圖 （2005年資料） | 門真市的年齡、男女別人口分布圖 （2005年資料） |  |
| ■紫色是門真市 ■綠色是全国 | ■藍色是男性 ■紅色是女性                       |  |
| 門真市人口變化 \| 1970年 \| 141,041人 \| \| \| 1975年 \| 143,238人 \| \| \| 1980年 \| 138,902人 \| \| \| 1985年 \| 140,590人 \| \| \| 1990年 \| 142,297人 \| \| \| 1995年 \| 140,506人 \| \| \| 2000年 \| 135,648人 \| \| \| 2005年 \| 131,706人 \| \| \| 2010年 \| 130,282人 \| \| \| 2015年 \| 123,576人 \| \| \| 2020年 \| 119,764人 \| \| |                                               |  |
| 資料來源：日本總務省統計中心提供之人口普查數據 |                                               |  |
| 1970年 | 141,041人                                     |  |
| 1975年 | 143,238人                                     |  |
| 1980年 | 138,902人                                     |  |
| 1985年 | 140,590人                                     |  |
| 1990年 | 142,297人                                     |  |
| 1995年 | 140,506人                                     |  |
| 2000年 | 135,648人                                     |  |
| 2005年 | 131,706人                                     |  |
| 2010年 | 130,282人                                     |  |
| 2015年 | 123,576人                                     |  |
| 2020年 | 119,764人                                     |  |

## 歷史
此地過去位於河內灣之中，直到繩文時代才開始逐漸成為陸地。在令制國時代屬於河內國茨田郡。
平安時代後，此地開始出現大量朝廷、寺院、武家的莊園，包括大和田莊、馬伏莊、岸和田莊；由於鄰近大坂及京都，在江戶時代屬於幕府直屬領或是旗本領。19世紀末明治維新後，曾先後隸屬大坂裁判所（後來的大阪府）、河內縣、堺縣，在1881年才又隨著堺縣一同被併入大阪府。
1889年實施町村制，現在的門真市轄區在當時分屬：門真村、大和田村、四宮村、二島村四個行政區劃；門真村在1939年先改制為門真町，1956年再併入其餘三個村，形成現今的轄區範圍，1963年門真町再改制升格為現在的門真市。
江戶時代末期起，本地開始栽種蓮藕，之後一度更以｢河內蓮藕」之名在日本全國打出知名度。
1910年京阪電氣鐵道在此開設鐵路，開始帶動本地工業的發展；1933年松下電器的前身松下電器器具製作所也將總部遷移至此，隨著松下電器規模的日益成長，逐漸成為門真最主要的企業，甚至市政的主要稅收也都來自松下電器。
但在1990年代日本泡沫经济破裂，松下電器的業績開始低迷，連帶影響門真市政府的稅收，造成財政困難，與門真市與相鄰的守口市過去也同樣仰賴松下電器及三洋電機的稅收，也面臨相同困境；兩市在2002年為解決財政困境，開始商議進行合併已取得發行特例公債的權力，經商討後兩市一度取得共識規劃合併為守口門真市，但在2004年的公民投票中，未獲得居民的同意，合併案因而告吹。

### 變遷表
| 1889年4月1日 | 1889年 - 1912年 | 1912年 - 1944年           | 1945年 - 1954年           | 1955年 - 1988年           | 1955年 - 1988年           | 1988年 - 現在             | 現在                      |
| ------------ | --------------- | ------------------------- | ------------------------- | ------------------------- | ------------------------- | ------------------------- | ------------------------- |
| 門真村       | 門真村          | 1939年4月1日 改制為門真町 | 1939年4月1日 改制為門真町 | 1939年4月1日 改制為門真町 | 1963年8月1日 改制為門真市 | 1963年8月1日 改制為門真市 | 1963年8月1日 改制為門真市 |
| 大和田村     | 大和田村        | 大和田村                  | 大和田村                  | 1956年9月30日 併入門真町  | 1963年8月1日 改制為門真市 | 1963年8月1日 改制為門真市 | 1963年8月1日 改制為門真市 |
| 二島村       |                 |                           |                           | 1956年9月30日 併入門真町  | 1963年8月1日 改制為門真市 | 1963年8月1日 改制為門真市 | 1963年8月1日 改制為門真市 |
| 四宮村       |                 |                           |                           | 1956年9月30日 併入門真町  | 1963年8月1日 改制為門真市 | 1963年8月1日 改制為門真市 | 1963年8月1日 改制為門真市 |

## 交通
轄內的主要鐵路路線為京阪電氣鐵道的京阪本線，其以東西向通過轄內主要市區，該線上的門真市車站也是轄內主要的鐵路車站，大阪高速鐵道的大阪單軌電車線自北側進入市內後，在此與京阪本線交會，現在同時也是大阪單軌電車線的終點站。
在市區最南端還有大阪市高速電氣軌道長堀鶴見綠地線的終點站門真南車站，目前大阪單軌電車線已計畫將自門真市車站門真南站。
高速公路部分，近畿自動車道則從北往南通過轄區，在南部的門真系統交流道同時也是快速道路第二京阪道路往北的起點，此條快速道路可通往京都市。
客運部分則有京阪巴士、近鐵巴士、大阪城市巴士等多家業者經營門真市的客運路線。

### 鐵路
- 京阪電氣鐵道
  -  京阪本線：（←守口市） - 西三莊車站 - 門真市車站 - 古川橋車站 - 大和田車站 - 萱島車站 - （寢屋川市→）
- 大阪市高速電氣軌道
  -  長堀鶴見綠地線：（大阪市） - 門真南車站
- 大阪高速鐵道
  - 大阪單軌電車線：（←守口市） - 門真市車站

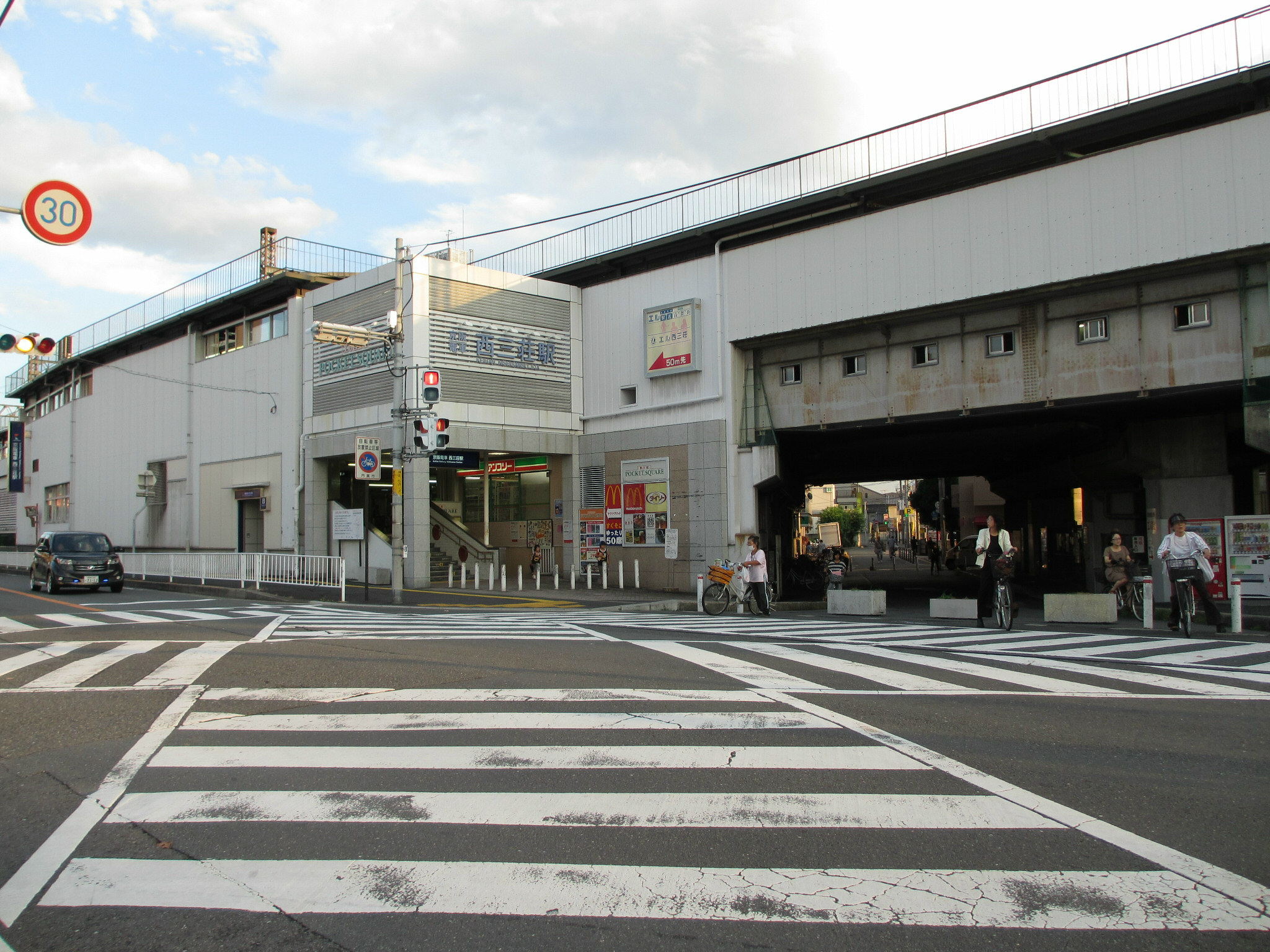
西三莊車站
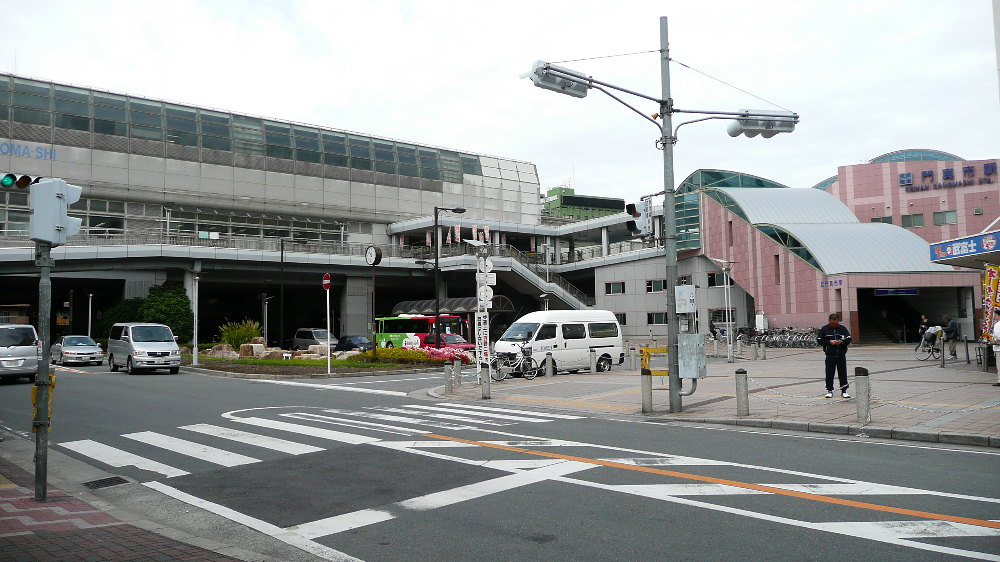
門真市車站
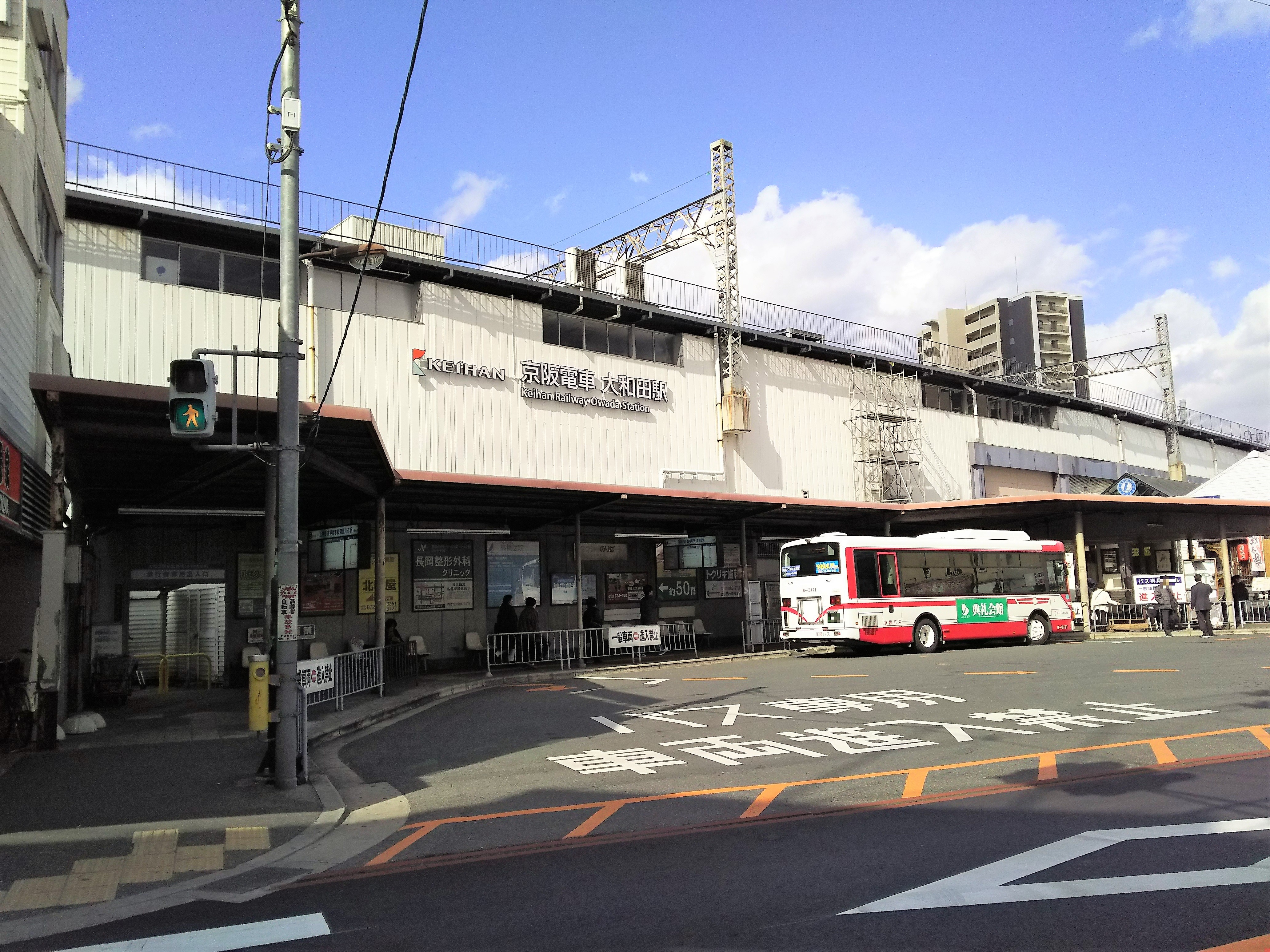
大和田車站

### 公路
高速道路
- 近畿自動車道：（守口市） - 門真交流道（日语：門真インターチェンジ） - 門真系統交流道 - （大阪市）
- 第二京阪道路（日语：第二京阪道路）：（寢屋川市） - 第二京阪門真交流道 - 門真系統交流道

## 觀光資源

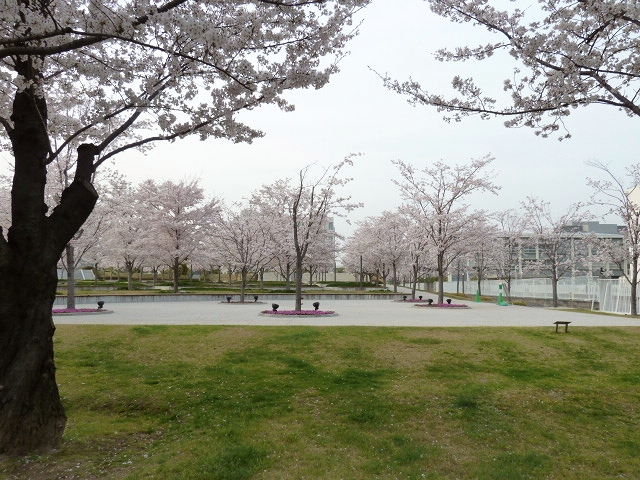
櫻花廣場

松下電器將最初的公司總公司辦公室所在地改設為公園，公園由安藤忠雄所設計，種植大量櫻花，因此命名為櫻花廣場，松下幸之助過去在門真的住所也位於此公園北側，在公園的東側還有由松下電器公司所設立的松下電器博物館暨松下幸之助歷史館。
日本歷史上有名的一休和尚的母親死後被埋葬在該市，其墳墓位於門真南车站附近的下三島公園内。

## 教育

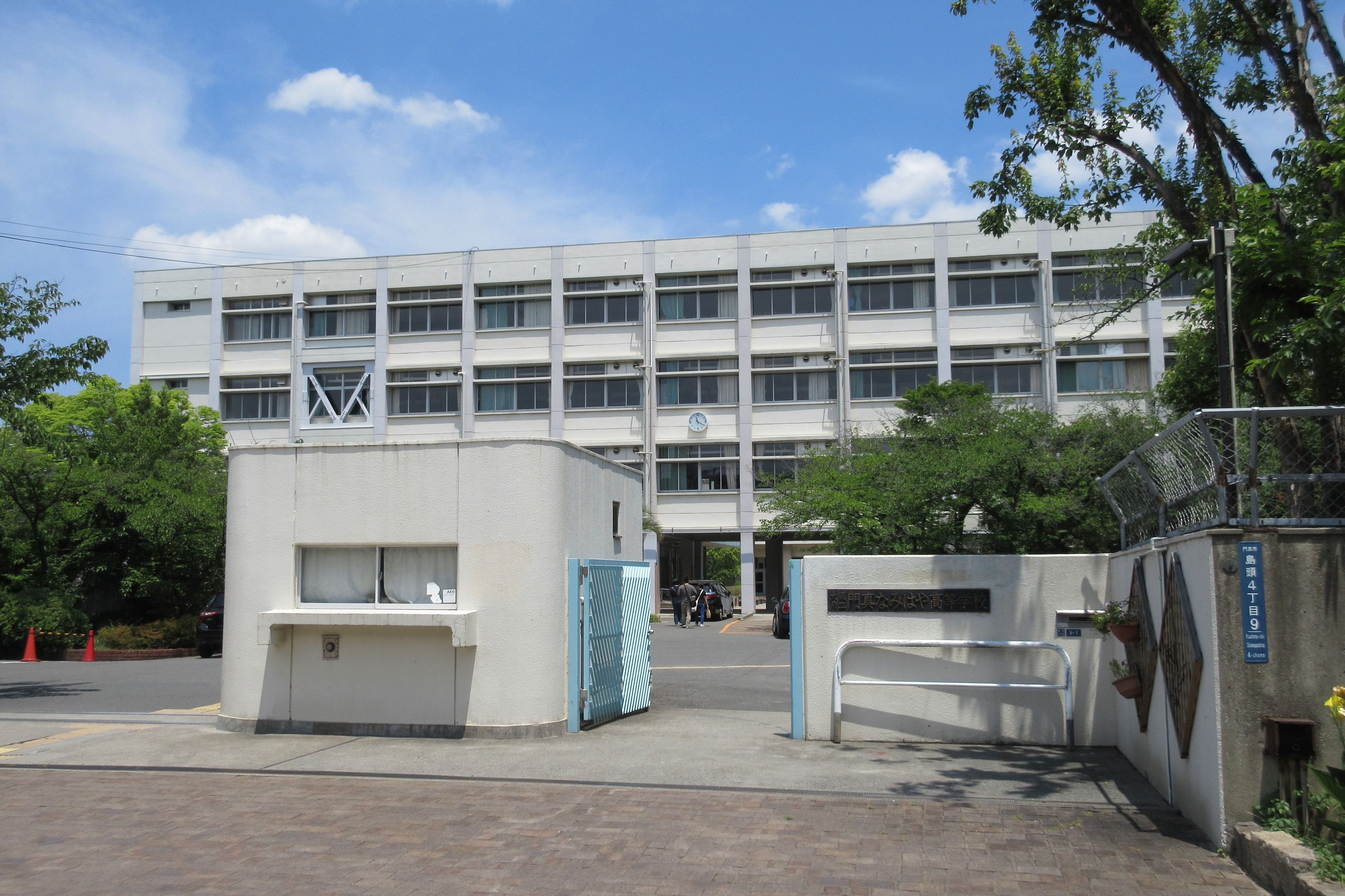
大阪府立門真浪速高等學校

門真市雖然是個人口超過十萬的城市，但是轄內並沒有任何高等教育學校，甚至也沒有私立高中，僅有大阪府立門真西高等學校和大阪府立門真浪速高等學校兩間公立高中。

## 姊妹、友好城市

### 日本
- 香美町（兵庫縣）

### 海外
- 恩荷芬（荷蘭北布拉邦省）
- 聖若澤-杜斯坎普斯（巴西圣保罗州）

## 本地出身之名人
- 幣原坦：教育官員、臺北帝國大學首任總長
- 幣原喜重郎：第44任內閣總理大臣
- 螢原徹：搞笑藝人
- 今中慎二：職業棒球選手
- 岡本依子：跆拳道選手
- 錦戶亮：歌手、藝人
- 中本悠太：歌手
- 坪倉優介（染色家）
- 俵万智（歌人）
- 笑福亭岐代松（落語家）
- 筑波幸一郎（建築家）
- 浦野千賀子（漫画家）

## 外部連結
- （日語） 門真市的X（前Twitter）